# フォッリーナ
フォッリーナ（伊: Follina）は、イタリア共和国ヴェネト州トレヴィーゾ県にある、人口約3,500人の基礎自治体（コムーネ）。

## 地理

### 位置・広がり

#### 隣接コムーネ
隣接するコムーネは以下の通り。括弧内のBLはベッルーノ県 所属を示す。
- ボルゴ・ヴァルベッルーナ (BL)
- チゾーン・ディ・ヴァルマリーノ
- ファッラ・ディ・ソリーゴ
- ミアーネ
- ピエーヴェ・ディ・ソリーゴ

### 気候分類・地震分類
気候分類では、zona E, 2697 GGに分類される。
また、イタリアの地震リスク階級 (it) では、zona 2 (sismicità media) に分類される。

## 姉妹都市
- Wipfeld、ドイツ